# Oreina fairmairiana
Oreina fairmairiana là một loài bọ cánh cứng trong họ Chrysomelidae. Loài này được De Gozis miêu tả khoa học năm 1882.